# گناگرا
گناگرا (به لاتین: Genagra) یک منطقهٔ مسکونی در قبرس است که در ناحیه فاماگوستا واقع شده‌است.